# Amata xanthostidsa
Amata xanthostidsa là một loài bướm đêm thuộc phân họ Arctiinae, họ Erebidae.